# فلیکس بالیو
فلیکس بالیو (انگلیسی: Félix Balyu; ۵ اوت ۱۸۹۱ – ۱۵ ژانویهٔ ۱۹۷۱) بازیکن فوتبال اهل بلژیک بود.
از باشگاه‌هایی که در آن بازی کرده‌است می‌توان به باشگاه فوتبال کلوب بروژ اشاره کرد. وی به‌همراه تیم ملی فوتبال بلژیک به مقام قهرمانی بازی‌های المپیک تابستانی ۱۹۲۰ دست پیدا کرده‌است. 